# Камышев, Арман Габидуллович
Арман Камышев (род. 14 марта 1991, Целиноград) — казахстанский шоссейный велогонщик, с 2013 по 2017 год выступавший за команду «Astana Pro Team». Чемпион Казахстана в групповой гонке 2016 года. С сезона 2018 выступает за континентальную Vino-Astana Motors.

## Достижения
2010
1-й ЗЛМ Тур
2011
2-й Кубок наций Долины Сагеней
1-й Этап 3
2012
1-й  Кубок наций Долины Сагеней
1-й Этапы 1 & 3
1-й Этап 1 Тур Болгарии
1-й Этап 1 Джиро делла Валле д'Аоста
1-й Этап 4 Вуэльта Республики Доминикана
2014
1-й Этап 3 Тур Хайнаня
2016
Чемпионат Казахстана
1-й  Групповая гонка